# Lac d'Ilmatsalu
Le lac d’Ilmatsalu (en estonien : Ilmatsalu paisjärv) est un lac artificiel situé à Ilmatsalu dans la commune de Tähtvere en Estonie.

## Description
Le barrage d'Ilmatsalu est un lac à Ilmatsalu dans le comté de Tartu.
La superficie du plan d'eau est de 3,8 hectares et sa rive mesure 1454 mètres. 
La longueur de la rive du plan d'eau est de 1 454 mètres. 
Le lac comporte une île et six îlots.